# Gerichtsbezirk Imst
Der Gerichtsbezirk Imst ist ein dem Bezirksgericht Imst unterstehender Gerichtsbezirk im Bundesland Tirol. Er ist neben dem Gerichtsbezirk Silz einer von zwei Gerichtsbezirken im politischen Bezirk Imst.

## Geschichte
Der Gerichtsbezirk geht im Wesentlichen auf das Gebiet des Landgerichtes Imst zurück, das aus den heutigen Gemeinden Arzl im Pitztal, Berwang, Gramais, Imst, Imsterberg, Jerzens, Karres, Karrösten, Mils bei Imst, Namlos, Nassereith, Pfafflar, St. Leonhard im Pitztal, Tarrenz und Wenns bestand.
Seine heutige Form bekam der Gerichtsbezirk im Wesentlichen durch eine 1849 beschlossene Kundmachung der Landes-Gerichts-Einführungs-Kommission, die die damals elf Gemeinden Arzl, Imst, Imsterberg, Jerzens, Karrösten, Mils, Nassereith, Pfafflar, Pitzthal, Tarrenz und Wens zum Gerichtsbezirk Imst zusammenschloss.
Das Gebiet des Gerichtsbezirks Imst wurde im Zuge der Trennung der politischen von der judikativen Verwaltung
ab 1868 gemeinsam mit dem Gerichtsbezirk Silz zum politischen Bezirk Imst zusammengefasst.
Im Jahre 1900 umfasste der Gerichtsbezirk 661,60 km².
Per 1. April 1907 kam die Gemeinde Karres an den Gerichtsbezirk Imst.
Durch eine Verordnung der Bundesregierung musste der Gerichtsbezirk hingegen die Gemeinden Gramais und Pfafflar per 20. September 1947 an den Gerichtsbezirk Reutte abtreten,
nachdem die nationalsozialistische Verwaltungsreform beide Gemeinden bereits 1938 dem Bezirk Reutte zugeschlagen hatte.
Die Ortschaft Piller der Gemeinde Fließ (Gerichtsbezirk Landeck), die 1938 der Gemeinde Wenns zugeschlagen wurde und damit Teil des Gerichtsbezirks Imst geworden war, wurde nach dem Zweiten Weltkrieg wieder aus dem Gerichtsbezirk Imst ausgeschieden und wieder mit der Gemeinde Fließ vereinigt.

## Gerichtssprengel
Der Gerichtssprengel umfasst mit den elf Gemeinden Arzl im Pitztal, Imst, Imsterberg, Jerzens, Karres, Karrösten, Mils bei Imst, Nassereith, St. Leonhard im Pitztal, Tarrenz und Wenns rund ein Drittel des Bezirks Imst, wobei der Gerichtsbezirk die nordwestlichen Bezirksteile einnimmt.